# Нико Станков
Нико Станков е строителен предприемач във Варна от началото на XX век, осъществил окончателното завършване на приемното здание на Железопътна гара Варна.
Запазени са сведения за трудов инцидент на 22 декември 1922 г., когато се срутва южната стена на голяма постройка на известния варненски предприемач. Пострадват тежко няколко строителни работници, а като причина за инцидента се изтъква употребата на вкаменена пръст за изграждане на основи на зданието.